# Versátil Home Vídeo
Versátil Home Vídeo é uma produtora e distribuidora de filmes em mídia física (DVDs e blu-rays) criada no Brasil em 1999. É especializada em lançar filmes clássicos direcionados a colecionadores. A maioria dos seus títulos estão fora dos catálogos dos serviços de streaming e seu acervo é montado por uma curadoria.

## Histórico
A Versátil Home Vídeo foi criada no Brasil em 1999, e partir de 2002 os lançamentos dos filmes passaram a ser supervisonados por uma curadoria, feita por Fernando Brito. Em 2009, em comemoração aos dez anos da empresa, lançou seu primeiro Blu-ray no Brasil, do filme Nuovo Cinema Paradiso (bra:Cinema Paradiso).
Devido ao início da crise nos anos 2010 nas livrarias, que também vendiam filmes em mídia física, Cultura e Saraiva, a empresa teve um prejuízo de R$ 1,5 milhão. Mais tarde, decidiu montar o próprio e-commerce para distribuir os filmes.
Em setembro de 2015, a Versátil Home Vídeo diminuiu o lançamento de filmes em Blu-ray, e a produção dos filmes passou a depender das parcerias feitas exclusivamente com as distribuidoras dos filmes. 
Em 2021, dois títulos foram vendidos com algumas unidades sendo autografadas pelos diretores das produções, O Som ao Redor, por Kleber Mendonça Filho, e O Barato de Iacanga, por Thiago Mattar. Em agosto de 2021, em comemoração aos vinte e dois anos da empresa, a Versátil Home Vídeo lançou um novo site.

## Edições em blu-rays das distribuidoras de cinema

### Alpha Filmes
| Título original | Título em português | Diretor      | Distribuidora               | Notas                              |
| --------------- | ------------------- | ------------ | --------------------------- | ---------------------------------- |
| Gisaengchung    | bra: Parasita       | Bong Joon-ho | Alpha Filmes/Pandora Filmes | Edição limitada e definitiva, 2021 |

### California Filmes
| Título original           | Título em português            | Diretor           | Distribuidora     | Notas                                                           |
| ------------------------- | ------------------------------ | ----------------- | ----------------- | --------------------------------------------------------------- |
| The House That Jack Built | bra: A Casa que Jack Construiu | Lars Von Trier    | California Filmes | Primeiro lançamento no Brasil, 2021/Edição limitada             |
| Jagten                    | bra: A Caça                    | Thomas Vinterberg | California Filmes | Relançamento de 2021/Edição limitada                            |
| The Homesman              | bra: Dívida de Honra           | Tommy Lee Jones   | California Filmes | Relançamento de 2021/Edição limitada                            |
| The Father                | bra: Meu Pai                   | Florian Zeller    | California Filmes | Pimeiro lançamento no Brasil, 2021/Edição limitada e definitiva |
| Bone Tomahawk             | bra: Rastro de Maldade         | S. Craig Zahler   | California Filmes | Relançamento de 2021/Edição Definitiva Limitada                 |
| Été 85                    | bra/prt: Verão de 85           | François Ozon     | California Filmes | Edição limitada e definitiva, 2021                              |
| J'accuse                  | bra: O Oficial e o Espião      | Roman Polanski    | California Filmes | [ 15 ] [ 16 ]                                                   |
| Gokseong                  | bra: O Lamento                 | Na Hong-jin       | California Filmes | [ 17 ]                                                          |
| Nymphomaniac              | bra: Ninfomaníaca              | Lars von Trier    | California Filmes | [ 18 ]                                                          |

### CPC-UMES Filmes
| Título original | Título em português | Diretor          | Distribuidora   | Notas           |
| --------------- | ------------------- | ---------------- | --------------- | --------------- |
| Solyaris        | bra/prt: Solaris    | Andrei Tarkovski | CPC-UMES Filmes | Edição Especial |
| Zerkalo         | bra/prt: O Espelho  | Andrei Tarkovski | CPC Films       | [ 20 ]          |

### Europa Filmes
| Título original             | Título em português                         | Diretor                          | Distribuidora/Selo                                | Notas                                                             |
| --------------------------- | ------------------------------------------- | -------------------------------- | ------------------------------------------------- | ----------------------------------------------------------------- |
| El secreto de sus ojos      | bra: O Segredo Dos Seus Olhos               | Juan José Campanella             | Europa Filmes                                     | 2022, Edição limitada e definitiva                                |
| Le Pacte des loups          | bra: O Pacto Dos Lobos                      | Christophe Gans                  | Europa Filmes                                     | [ 22 ]                                                            |
| The Lives of Others         | bra: A Vida Dos Outros                      | Florian Henckel von Donnersmarck | Europa Filmes                                     | [ 22 ] [ 22 ]                                                     |
| I'm Not There               | bra: Não Estou Lá                           | Todd Haynes                      | Europa Filmes                                     | Primeiro lançamento no Brasil                                     |
| The Killing Fields          | bra: Os Gritos Do Silêncio                  | Roland Joffé                     | Europa Filmes                                     | Primeiro lançamento no Brasil/Edição limitada e definitiva, 2021  |
| Se, jie                     | bra: Desejo e Perigo                        | Ang Lee                          | Europa Filmes                                     | Primeiro lançamento no Brasil                                     |
| Zwartboek                   | bra: A Espiã                                | Paul Verhoeven                   | Europa Filmes                                     | [ 22 ]                                                            |
| Broken Flowers              | bra: Flores Partidas                        | Jim Jarmusch                     | Europa Filmes                                     | Primeiro lançamento no Brasil                                     |
| Pixote, a Lei do Mais Fraco |                                             | Héctor Babenco                   | - Europa Filmes - HB Filmes - Versátil Home Vídeo | Lançado no box Blu-ray: Babenco Essencial - Edição Limitada, 2021 |
| O Beijo da Mulher Aranha    |                                             | Héctor Babenco                   | - Europa Filmes - HB Filmes - Versátil Home Vídeo | Lançado no box Blu-ray: Babenco Essencial - Edição Limitada, 2021 |
| O Rei da Noite              |                                             | Héctor Babenco                   | - Europa Filmes - HB Filmes - Versátil Home Vídeo | Lançado no box Blu-ray: Babenco Essencial - Edição Limitada, 2021 |
| Oldeuboi                    | bra:Oldboy/Old Boy prt:Oldboy - Velho Amigo | Park Chan-wook                   | Europa Filmes                                     | Edição limitada e definitiva, 2022                                |

### Fênix Filmes
| Título original | Título em português | Diretor         | Distribuidora | Notas                                                          |
| --------------- | ------------------- | --------------- | ------------- | -------------------------------------------------------------- |
| Revenge         | bra:Vingança        | Coralie Fargeat | Fênix Filmes  | Primeiro lançamento no Brasil, 2021/Edição definitiva limitada |

### Globo Filmes e TV Globo
| Título original       | Título em português | Diretor     | Distribuidora         | Notas                                               |
| --------------------- | ------------------- | ----------- | --------------------- | --------------------------------------------------- |
| O Auto da Compadecida |                     | Guel Arraes | Globo Filmes/TV Globo | Edição Definitiva Limitada Com 4 cards e 1 livreto» |

### Mares Filmes
| Título original             | Título em português           | Diretor                        | Distribuidora | Notas                                           |
| --------------------------- | ----------------------------- | ------------------------------ | ------------- | ----------------------------------------------- |
| Ah-ga-ssi                   | bra:A Criada                  | Park Chan-wook                 | Mares Filmes  | Relançamento de 2021/Edição limitada            |
| What We Do in the Shadows   | bra:O Que Fazemos nas Sombras | Jemaine Clement, Taika Waititi | Mares Filmes  | Relançamento de 2021/Edição definitiva limitada |
| Im Labyrinth des Schweigens | bra:Labirinto de Mentiras     | Giulio Ricciarelli             | Mares Filmes  | Relançamento de 2021/Edição definitiva limitada |
| Der Hauptmann               | bra:O Capitão                 | Robert Schwentke               | Mares Filmes  | Edição limitada, 2021                           |
| Carol                       | bra:Carol                     | Todd Haynes                    | Mares Filmes  | Edição limitada, 2021                           |

### Paris Filmes
| Título original | Título em português                      | Diretor   | Distribuidora/Selo | Notas                            |
| --------------- | ---------------------------------------- | --------- | ------------------ | -------------------------------- |
| Midsommar       | bra:Midsommar - O Mal Não Espera a Noite | Ari Aster | Paris Filmes/A24   | Edição Definitiva Limitada, 2021 |

### Supo Mungam Films
| Título original                   | Título em português                  | Diretor           | Distribuidora     | Notas                                                                                       |
| --------------------------------- | ------------------------------------ | ----------------- | ----------------- | ------------------------------------------------------------------------------------------- |
| Portrait de la jeune fille en feu | bra:Retrato de uma Jovem em Chamas   | Céline Sciamma    | Supo Mungam Films | Primeiro lançamento no Brasil/Edição limitada (em homenagem ao Dia Internacional da Mulher) |
| Transit                           | bra:Em Trânsito                      | Christian Petzold | Supo Mungam Films | Edição limitada                                                                             |
| The Piano                         | bra/prt: O Piano                     | Jane Campion      | Supo Mungam Films | Edição limitada e definitiva, 2021                                                          |
| You Were Never Really Here        | bra:Você Nunca Esteve Realmente Aqui | Lynne Ramsay      | Supo Mungam Films | Lançado em duas versões: com memorabilia (com luva, livreto e cards) e em estojo simples.   |

### Vitrine Filmes
| Título original | Título em português                         | Diretor               | Distribuidora                         | Notas                                                            |
| --------------- | ------------------------------------------- | --------------------- | ------------------------------------- | ---------------------------------------------------------------- |
| Druk            | bra: Druk - Mais uma Rodada                 | Thomas Vinterberg     | Vitrine Filmes e Synapse Distribution | Primeiro lançamento no Brasil, 2021/Edição limitada              |
| O Som ao Redor  |                                             | Kleber Mendonça Filho | Vitrine Filmes                        | Relançamento de 2021/Edição limitada                             |
| First Cow       | bra: First Cow - A Primeira Vaca da América | Kelly Reichardt       | Vitrine Filmes                        | Primeiro lançamento no Brasil, 2022/Edição limitada e definitiva |
| Roma            | bra: Roma                                   | Alfonso Cuarón        | Vitrine Filmes                        | Edição limitada e definitiva, 2021                               |

## Edições em blu-rays da Versátil Home Vídeo

### Avulsas
| Título original          | Título em português                       | Diretor          | Distribuidora       | Notas                                               |
| ------------------------ | ----------------------------------------- | ---------------- | ------------------- | --------------------------------------------------- |
| The Babadook             | - bra: O Babadook - prt:O Senhor Babadook | Jennifer Kent    | Versátil Home Vídeo | 2023, Edição Limitada Com Livreto                   |
| Red River                | bra/prt: Rio Vermelho                     | Howard Hawks     | Versátil Home Vídeo | Edição limitada e definitiva, 31 de janeiro de 2022 |
| Django                   | bra/prt: Django                           | Sergio Corbucci  | Versátil Home Vídeo | Edição limitada e definitiva, 31 de janeiro de 2022 |
| La dolce vita            | bra/prt: A Doce Vida                      | Federico Fellini | Versátil Home Vídeo | Edição limitada e definitiva, 2021                  |
| They Live                | bra/prt: Eles Vivem                       | John Carpenter   | Versátil Home Vídeo | [ 49 ]                                              |
| Night of the Living Dead | bra/prt: A Noite dos Mortos-Vivos         | George A. Romero | Versátil Home Vídeo | [ 50 ]                                              |
| Ladri di biciclette      | bra: Ladrões de Bicicleta                 | Vittorio De Sica | Versátil Home Vídeo | [ 51 ]                                              |
| Crash                    | bra: Crash - Estranhos Prazeres           | David Cronenberg | Versátil Home Vídeo | [ 52 ]                                              |

### Coleção
- 2022: Studio Ghibli (6 filmes)[53]